# Maria Assumpció Soler i Font
Maria Assumpció Soler i Font (Gerona, 22 de abril de 1913 - Gerona, 24 de marzo de 2004) fue una escritora, periodista y maestra española.

## Trayectoria
De joven estuvo muy influenciada por su tío, Joan Font i Giralt, un esperantista y catalanista convencido. El fusilamiento de este en 1936, durante la Guerra civil española, y la desaparición durante la guerra de su hermano Joan la marcaron.
Soler estudió en el colegio de las Escolapias. Bajo la dictadura de Primo de Rivera estudió en la Escuela Normal y formó parte del Club Femenino y de Deportes de Barcelona. Su afiliación al sindicato Federación de Trabajadores de la Enseñanza de  la UGT le causó problemas con el régimen franquista tras la guerra civil, pero su caso fue archivado en 1939. Su vertiente como caricaturista, es poco conocida, y lo manifestó en diferentes momentos; así, hizo una exposición en el Club Femenino de Barcelona y de Deportes en febrero de 1931, una habilidad en la que ya había destacado en algún artículo Anna Murià en diciembre de 1930.
En 1932 empezó a enseñar en la escuela pública de Rupià, y de 1934 a 1950 en Palafrugell. Después de la guerra, continuó escribiendo en catalán. De 1950 a 1952, trabajó en la empresa de su tío Luis y en una escuela privada en Barcelona. En 1952 volvió a la escuela de San Gregorio, y después trabajó a la escuela Migdia de Gerona hasta su jubilación. También trabajó como redactora colaboradora en la Revista de Girona.

### Obra
En 1951 fue finalista del premio Joanot Martorell de narrativa con su novela L'escogido. En 1959, fue reconocida con el Premio Fastenrath con ocasión de los Juegos Florales con la misma novela L'escogido. Sin embargo, no recibió el permiso del Ministerio de Educación Nacional para ir a recoger su premio a París y fue amenazada con la prohibición de ejercer como maestra si acudía.
Pese a la desilusión de no ver nunca publicada en vida su obra premiada, siguió escribiendo, obligada por la represión lingüística bajo el franquismo, a utilizar el castellano. Si bien sus artículos sobre temas serios fueron en castellano, en 1955 publicó en la Revista de Gerona un poema en catalán, Acció de Gràcies.

Hasta 2005, su obra  L'escogido no fue publicada por primera vez, haciéndolo en Palafrugell en el primer número de la colección «Mujeres con nombre propio».  La publicación incluía un prólogo de su hijo el fotógrafo Jordi Soler, un resumen biográfico de Carmen Ramilo Martínez y una presentación de Eva Vàzquez. En la presentación de su libro póstumo celebrada en 2008 en su antigua escuela de Sant Gregori, Marina Geli afirmó:
En Sant Gregori Maria Soler no era una escritora. Era la maestra. La maestra en un tiempo en que el maestro se convertía en el modelo y la referencia más importante en aquella sociedad humillada de la posguerra. Pese a la represión, los maestros del país supieron salvar el espíritu y la dignidad del pueblo. Contra las consignas y las imposiciones. Incluso contra la ley que intentaba hacer de la escuela una herramienta de adoctrinamiento fascista y de anticatalanismo.